# Vlag van Sarawak

Vlag van Sarawak

De huidige vlag van Sarawak bestaat uit een geel veld met daarop twee diagonale banen in de kleuren rood en zwart met in het midden een negenpuntige gele ster. De vlag is in gebruik sinds 31 augustus 1988.
De gele negenpuntige ster staat voor de negen oorspronkelijke divisies waarin Sarawak was ingedeeld (nu zijn dat er elf) en de harmonie tussen de mensen uit de hele staat. Het rood staat voor de opofferingen voor het realiseren van een ontwikkelde staat, het zwart voor de rijkdom aan grondstoffen en het geel voor eenheid, stabiliteit, orde en de wet.

## Geschiedenis
Sarawak heeft in zijn geschiedenis zeven verschillende vlaggen gehad, waarvan drie als deelstaat van Maleisië. Sarawak kreeg zijn eerste vlag toen het in 1841 een koninkrijk werd onder James Brooke, de witte radja. Deze vlag toonde een rood kruis op een wit veld. In 1848 werd een nieuwe vlag aangenomen, bestaande uit een geel veld met daarop een kruis dat links blauw was en rechts rood; in het midden van het kruis stond een kroon. In 1870 werd het blauwe deel van het kruis zwart en werd de breedte-lengteverhouding veranderd van 3:4 naar 5:7. Dit was een geste naar de sultan van Brunei, vanwege de gelijkenis met de toenmalige vlag van Brunei. De vlag van 1870 zou tot 1946 in gebruik blijven en in 1963 (toen Sarawak onderdeel van Maleisië ging uitmaken) weer aangenomen worden, maar dan met een breedte-lengteverhouding van 1:2. Tussen 1946 en 1963 was Sarawak een Britse kroonkolonie met een eigen Brits blauw vaandel. Tussen 1973 en 1988 gebruikte men een wit-rode vlag met een blauwe driehoek.

1841-1848
1848-1870
1870-1946
1946-1963
1963-1973
1973-1988